# Уртаайры
Уртаайры (баш. Уртаайыры) — река в России, протекает по Башкортостану, Ишимбайский район. Длина реки составляет 10 км. Исток находится в 4 км к северу от деревни Кабясово Ишимбайского района, на склонах хребта Алатаубала. Далеет течёт с юга на север по территории Ишимбайского района. Устье реки находится в 0,9 км по левому берегу реки Калуайры в черте села Кулгунино.

## Притоки
Асми — правый.

## Ландшафт
Берёзово-осиновые леса на серных лесных почвах.

## Название реки
Гидроним баш. Уртаайыры означает в переводе 'средний, срединный' (урта) 'приток' (айыры — приток, рукав реки).
От названия реки получилось названия селения Урта-Айры.

## Данные водного реестра
По данным государственного водного реестра России относится к Камскому бассейновому округу, водохозяйственный участок реки — Белая от города Стерлитамак до водомерного поста у села Охлебино, без реки Сим, речной подбассейн реки — Белая. Речной бассейн реки — Кама.
Код объекта в государственном водном реестре — 10010200712111100018791.